# La desaparición de Alice Creed
La desaparición de Alice Creed es una película británica de neo-noir y thriller dirigida por J. Blakeson en 2009 sobre dos ex-convictos que secuestran a una joven mujer llamada Alice Creed. La producción comenzó a grabarse el 28 de julio de 2009, con Gemma Arterton, Eddie Marsan y Martin Compston.

## Argumento
Víctor y Danny se conocieron en prisión y tramaron un plan para secuestrar y exigir rescate por la única hija de una familia rica. La película comienza con escenas en las que hacen preparaciones meticulosas para llevar a cabo el secuestro. Llevan a su víctima, la bella Alice Creed, con la cabeza encapuchada, y sus piernas atadas con cinta, esposada de manos, a una habitación insonorizada. Le cortan la ropa y la atan a una cama con una mordaza en la boca. La obligan a mirar a una cámara mientras la fotografían desnuda. Luego la visten con un chándal, le ponen una capucha en la cabeza y la dejan.
Empacan tanto su ropa como la de ellos para su eliminación y Vic envía las fotos a su padre como primer paso para pedir el rescate. En escenas gráficas continuas, le explican a Alice que necesita hacer señas cuando necesite ir al baño y desnudarse la mitad inferior para poder usar una sartén de cama mientras todavía está atada. Ninguno de los dos muestra ninguna emoción durante su humillación, pero Vic, quien es dominante, cuestiona la resolución de Danny ahora que la antigua 'niña hipotética' se ha vuelto real. 
Vic se retira del lugar para hacer los preparativos para obtener el rescate, mientras que Danny se queda vigilando a Alice. En su ausencia, Alice, señalando que necesita hacer un 'número dos', persuade a Danny para que la desate y le dé la espalda. Ella lo ataca con la sartén de la cama y agarra su pistola, que se dispara durante la lucha entre ellos, golpeando la pared. Creyendo que está a punto de morir, Danny revela su identidad a Alice. Eran amantes antes de su tiempo en la cárcel y él dice que conoció a Vic mientras estaba en la cárcel y la eligió como la víctima del secuestro con el fin de obtener dinero del padre, quien ella le había dicho que odiaba. Él dice que su plan era engañar a Vic y comenzar una nueva vida, compartiendo el dinero con Alice. Oyen que Vic regresa y Danny señala que incluso si ella le disparara, no pasaría a Vic. Alice acepta seguir el plan de Danny y le permite atarla de nuevo. 
Más tarde, mientras Vic se va de nuevo, Alice consigue que Danny la desate y lo seduce, logrando esposarlo a la cama. Ella trata de irse, pero encuentra la puerta principal cerrada por dentro. Ve un teléfono móvil en la mesa y marca el número de la policía, pero no puede decirle al operador dónde está. Luego se da cuenta de la pistola de Danny y decide usarla para que le diga dónde están las llaves de la puerta principal. Danny le dice que están en el bolsillo de su pantalón, que está lo suficientemente cerca de la cama para que él la domine mientras ella intenta recuperarlos. Devuelve a Alice, inconsciente, a la cama. Vic regresa y dice que el intercambio está en marcha. Vic se queda solo con Alice mientras Danny prepara la camioneta. Cuando Vic comienza a preparar a Alice para el viaje, el teléfono móvil que logró obtener se cae del bolsillo sobre la cama. Vic lo comprueba y encuentra que muestra una llamada a la policía. Luego ve la bala incrustada en la pared, golpea y desengancha a Alice y la amenaza. Ella grita el nombre de Danny, demostrando que lo conoce. Luego le dice a Vic que Danny tenía la intención de engañarlo y que había hecho un trato con este para jugar como víctima de secuestro a cambio de una parte del dinero. Vic está sorprendido por la traición de Danny. 
Cuando Danny regresa, Vic le da a Danny la oportunidad de admitir que algo estaba mal al decir que siente que algo "no está bien". Pero Danny no le revela nada a Vic. Le inyectan a Alice algo para que se duerma temporalmente y la trasladan a un almacén rural desierto, donde la encadenan en una habitación trasera. Vic le pide a Danny su juego de llaves de las cerraduras y luego lo conduce a un bosque donde dice que deben recoger el rescate. Allí, Vic se enfrenta a Danny por su traición, diciendo que se ha consignado a sí mismo y a Alice a través de ella. Él dice que ahora tiene la intención de que el agujero que habían cavado para el dinero del rescate fuera para el cuerpo de Danny. Danny huye y Vic le dispara, hiriéndolo. Danny logra escapar y esconderse. Vic luego recupera el rescate en otro lugar y vuelve a buscar a Alice. Él trata de ponerle una inyección, como hizo anteriormente, para dejarla inconsciente mientras la mueve, pero Danny, herido, regresa mientras lo hace, luchan, lo supera y le arrebata su arma. En un enfrentamiento entre Vic y Danny, Vic le revela a Alice que los dos hombres eran amantes. Intenta usar el vínculo entre ellos para persuadir a Danny, herido gravemente, de que baje el arma y le lleve al hospital. Danny dispara a Vic a quemarropa y luego, para horror de Alice, abandona la habitación y apaga la luz al salir. 
Ella todavía está esposada a las rejas y Vic parece estar muerto. Sin embargo, revive lo suficiente como para lanzarle las llaves a Alice. Se las arregla para abrir las esposas y tambalearse a través del almacén desierto. Afuera, encuentra que Danny no ha llegado muy lejos. El auto en el que se iba se encuentra a poca distancia, el dinero del rescate en el asiento del pasajero y el cadáver de Danny en el asiento del conductor. Alice abre la puerta del auto y saca su cuerpo. La radio sigue sonando. La apaga. Llora amargamente recordando la odisea que ha pasado. Se recompone, mira la bolsa de dinero del rescate, pone la radio, arranca el coche y se va.

## Reparto de actores
- Gemma Arterton - Alice Creed
- Martin Compston - Danny
- Eddie Marsan - Vic

## Curiosidades
La película se estrenó el 30 de abril de 2010 en Reino Unido. Durante el rodaje Arterton pidió que la mantuvieran esposada a la cama el mayor tiempo posible, aún en los descansos, para captar la angustia que su personaje sentía al estar secuestrada. También reconoció que a menudo la amordazaban
ya que se la pasaba hablando sin parar, y que en broma, la gente que estaba involucrada en la producción le hacía eso, para que estuviera callada. 
- Datos: Q2117963